# Pareuthyphlebs scorteccii
Pareuthyphlebs scorteccii är en bönsyrseart som beskrevs av Scott LaGreca och Atilio Lombardo 1983. Pareuthyphlebs scorteccii ingår i släktet Pareuthyphlebs och familjen Toxoderidae. Inga underarter finns listade i Catalogue of Life.